# Zagriàjskoie
Zagriàjskoie (en rus: Загряжское) és un poble de l'óblast de Vladímir, a Rússia, segons el cens del 2012 tenia 140 habitants. Pertany al districte municipal de Múrom.